# Croix de La Ferrière
La croix est située sur la commune de La Ferrière en France.

## Localisation
La croix est située sur la commune de La Ferrière, à proximité de l'église Notre-Dame,  dans le département des Côtes-d'Armor, dans la région Bretagne.

## Historique
La croix est inscrite au titre des monuments historiques par arrêté du 21 novembre 1925.

## Galerie

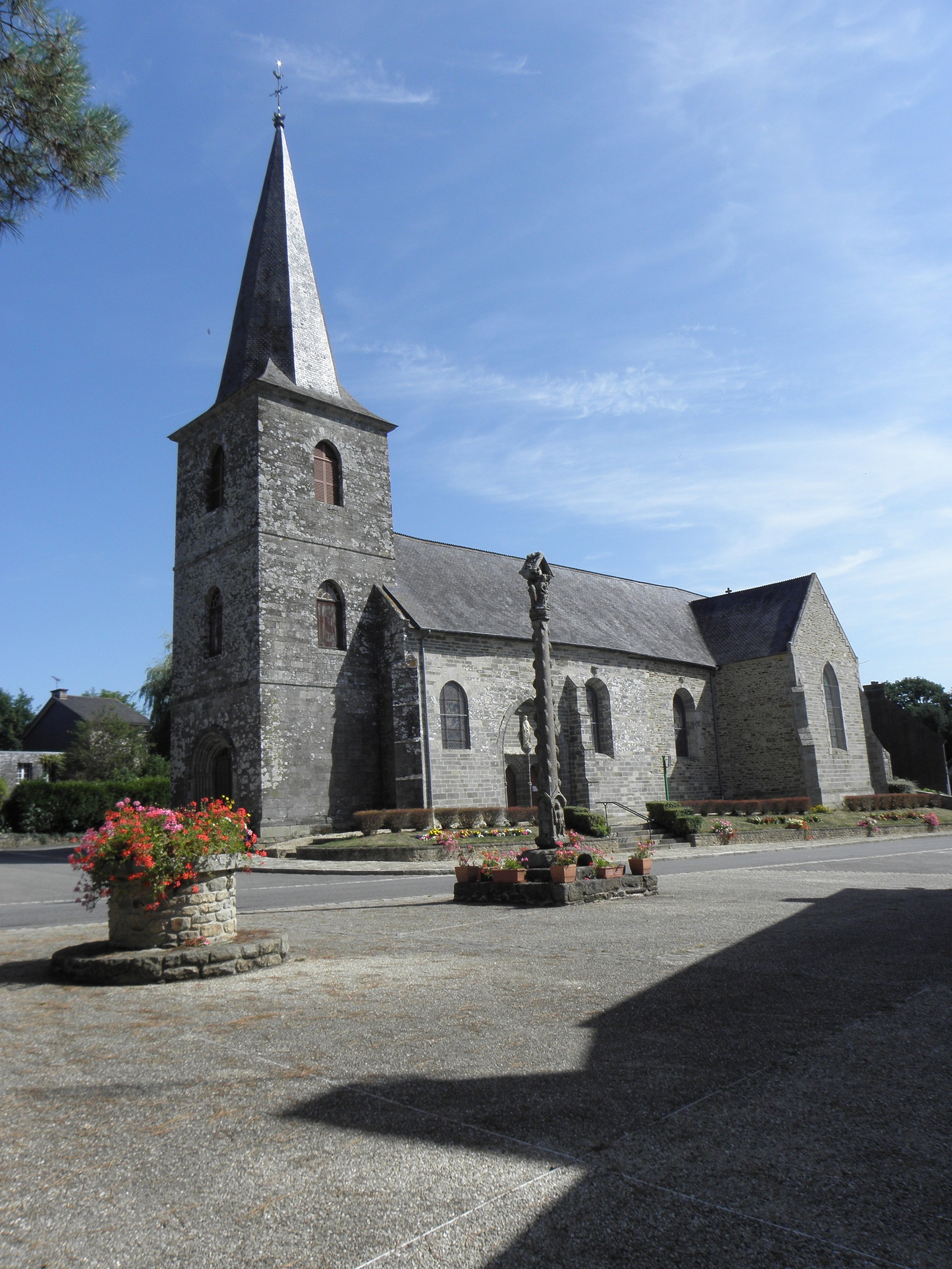
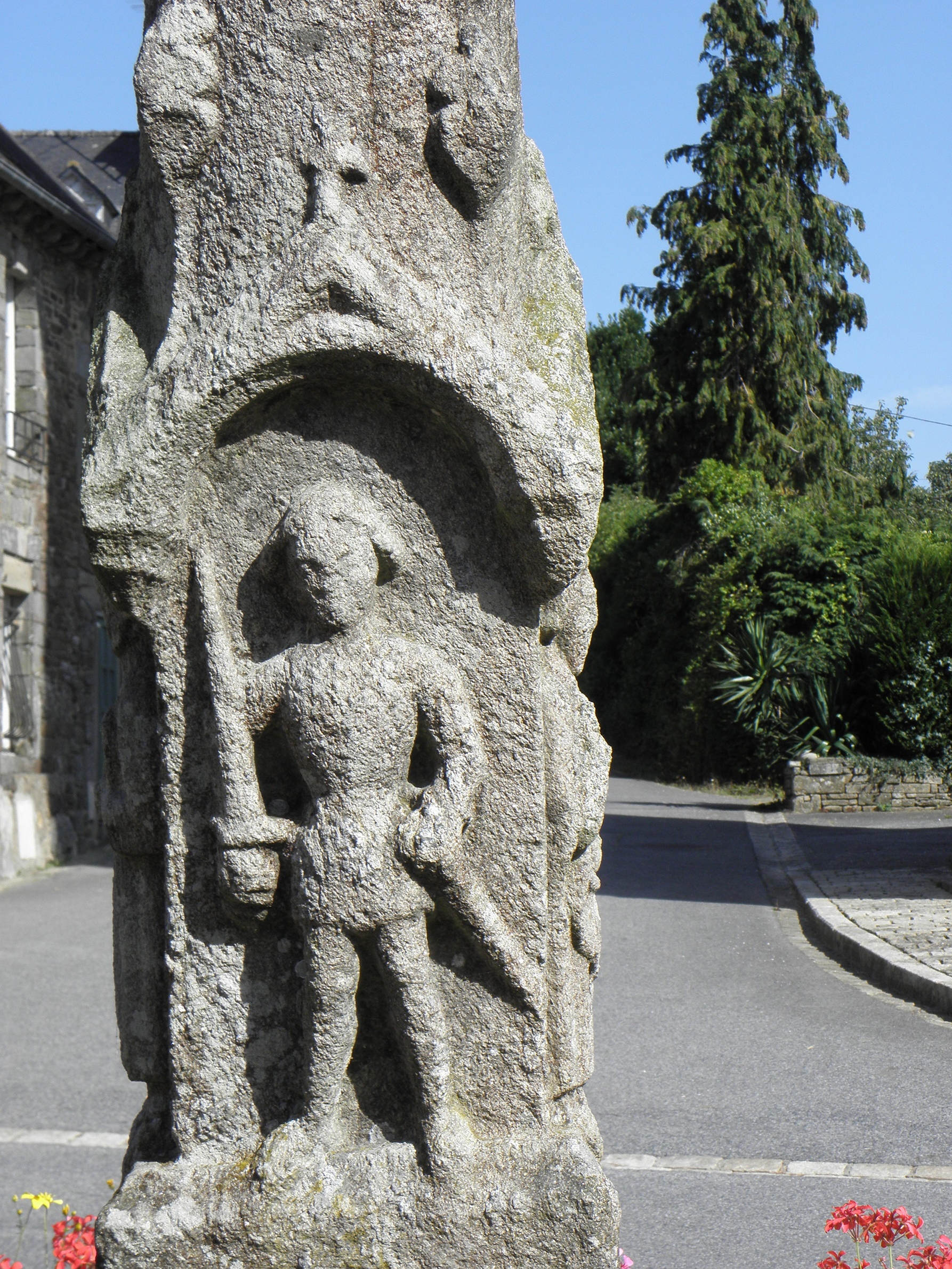
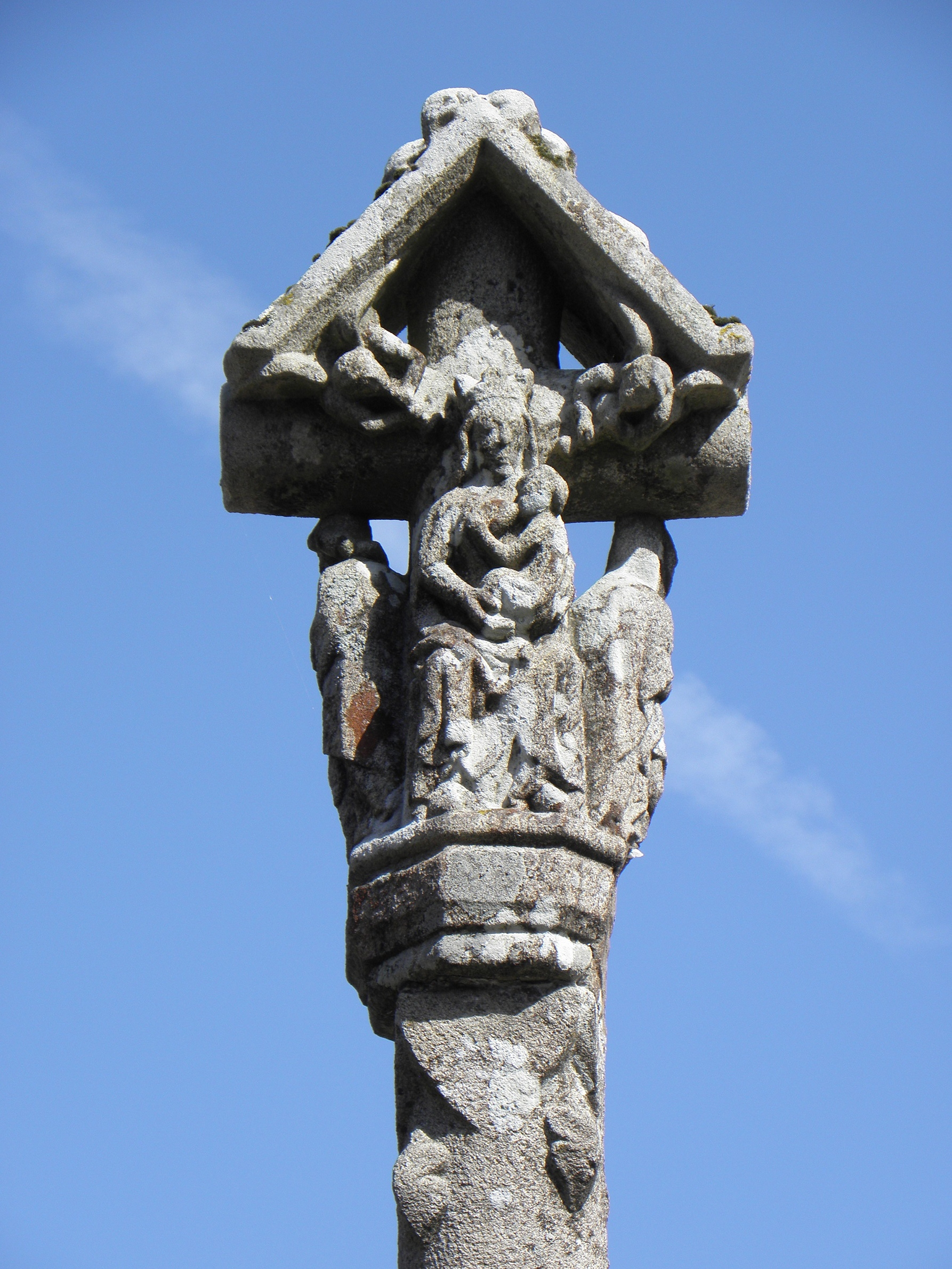